# Leggera
Leggera — пятьдесят третий студийный альбом итальянской певицы Мины, выпущенный в 1997 году на лейбле PDU.

## Список композиций
| №                   | Название                               | Автор(ы)                                                                            | Длительность |
| ------------------- | -------------------------------------- | ----------------------------------------------------------------------------------- | ------------ |
| 1.                  | «Johnny»                               | Джулия Фасолино                                                                     | 4:53         |
| 2.                  | «Someday in My Life»                   | Мик Хакнелл                                                                         | 4:02         |
| 3.                  | «Suona ancora»                         | Фернандо Мази, Альосчиа Бискеглия, Джулиано Пальма, Микеле Паули, Алессио Аргентери | 4:24         |
| 4.                  | «Con te sarà diverso»                  | Фабрицио Берлинчиони, Мауро Кулотта                                                 | 4:32         |
| 5.                  | «Resta lì»                             | Самуэле Керри, Мауро Кулотта, Массимилиано Пани                                     | 4:45         |
| 6.                  | «Clark Kent»                           | Фрателли Марджотта                                                                  | 4:38         |
| 7.                  | «Non si può morire in eterno»          | Аделио Коглиати, Франко Фазано                                                      | 3:41         |
| 8.                  | «Noi soli insieme»                     | Альберто Салерно, Мауро Кулотта                                                     | 4:38         |
| 9.                  | «Tre volte dentro me (Dentro Marilyn)» | Мануэль Аньелли                                                                     | 5:47         |
| 10.                 | «Stai così»                            | Филиппо Трояни                                                                      | 4:32         |
| 11.                 | «Grigio»                               | Роберто Пакко                                                                       | 4:32         |
| Общая длительность: | Общая длительность:                    | Общая длительность:                                                                 | 55:47        |

В песне «Grigio» существует так называемый скрытый трек «Suona ancora», в конце которого можно услышать как открывается дверь и мужской голос произносит «Разрешите?». Этот голос принадлежит Адриано Челентано, а сама ситуация является намёком на совместный альбом Mina Celentano исполнителей, который выйдет в 1998 году.

## Чарты

### Еженедельные чарты
| Чарт (1997)              | Высшая позиция |
| ------------------------ | -------------- |
| Европа (Music & Media)   | 28             |
| Италия (Musica e dischi) | 1              |